# Tour de France de 1999
O Tour de France 1999 foi a 86º Volta a França, teve início no dia 3 de Julho e concluiu-se em 25 de Julho de 1999. A vitória foi de Lance Armstrong, a primeira de sete vitórias consecutivas.

## Resultados

### Classificação geral
| Pos | Nome              | País           | Equipa            | Tempo (vel. média)        |
| --- | ----------------- | -------------- | ----------------- | ------------------------- |
| 1   | Lance Armstrong   | Estados Unidos | U.S. Postal       | 91h 32' 16" (40,276 km/h) |
| 2   | Alex Zülle        | Suíça          | Banesto           | 7' 37"                    |
| 3   | Fernando Escartin | Espanha        | Kelme             | 10' 26"                   |
| 4   | Laurent Dufaux    | Suíça          | Saeco             | 14' 43"                   |
| 5   | Angel Casero      | Espanha        | Vitalicio Seguros | 15' 11"                   |
| 6   | Abraham Olano     | Espanha        | ONCE              | 16' 47"                   |
| 7   | Daniele Nardello  | Itália         | Mapei             | 17' 02"                   |
| 8   | Richard Virenque  | França         | Polti             | 17' 28"                   |
| 9   | Wladimir Belli    | Itália         | Festina           | 17' 37"                   |
| 10  | Andrea Peron      | Itália         | ONCE              | 23' 10"                   |